# Formiche di Grosseto

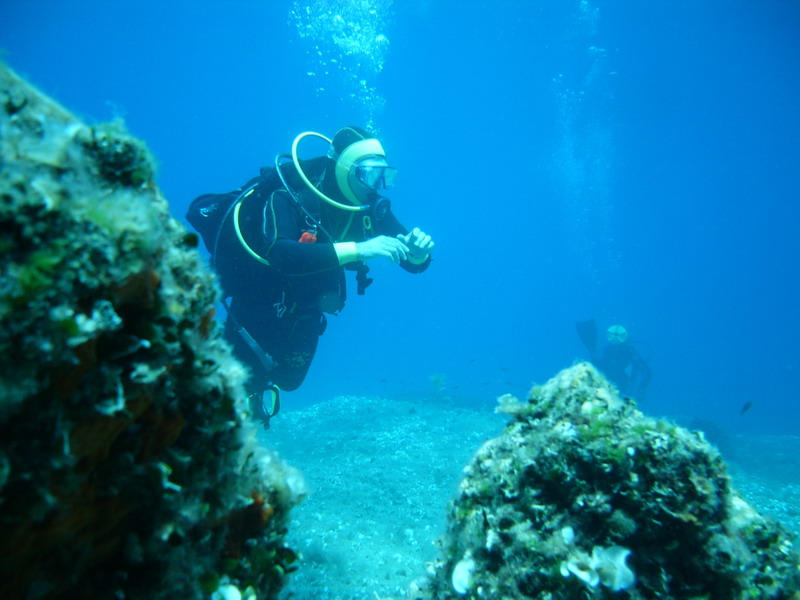
Subacquei in immersione alle Formiche.

Le Formiche di Grosseto sono tre isolotti, compresi nell'Arcipelago Toscano. Si trovano davanti alla costa grossetana del Parco naturale della Maremma, e si ergono bruscamente da un fondale profondo circa 100 metri. Fanno parte del comune di Grosseto. Sulla "Formica" più grande si trova il faro delle Formiche di Grosseto.
I tre isolotti distano circa 15 miglia nautiche (28 km) da Porto Santo Stefano sul Monte Argentario e circa 9 (14 km) dalla foce del fiume Ombrone. Sono disposti quasi in linea retta lungo una direttrice nord-ovest/sud-est; i due estremi distano circa un miglio marino l'uno dall'altro. La loro superficie complessiva è di circa 1.500 metri quadrati; l'isolotto maggiore è quello a nord-ovest, il più piccolo è quello a sud-est.
Le isole sono molto apprezzate dagli amanti dell'attività subacquea.

## Area protetta
Le Formiche sono un sito di importanza comunitaria (pSIC) e una zona di protezione speciale (ZPS); sono inoltre classificate come sito di interesse regionale (SIR).
I principali elementi di criticità interni al SIR sono: 
- Le Formiche sono meta abituale di numerosi diportisti, provenienti dai porti della costa grossetana, e vengono frequentate per la pesca, soprattutto dilettantistica. Non è noto se lo sbarco, per praticare la pesca a canna da terra, sia frequente. Il disturbo antropico diretto potrebbe avere un serio impatto nel caso di eventuale insediamento di una colonia del gabbiano corso Larus audouinii.
- Costante incremento del Gabbiano reale (Larus cachinnans). La Formica grande ospita un numero di coppie che, presumibilmente, è prossimo a quello massimo consentito dalla sua superficie e dalle sue caratteristiche morfologiche e vegetazionali. Attualmente si può ipotizzare che, per l'insediamento di una colonia di Larus audouinii, manchi lo spazio fisico. L'impatto dei gabbiani su flora e vegetazione è forte, nella parte centrale dell'isolotto, dove la vegetazione potenzialmente presente è stata sostituita da formazioni nitrofile, come gli Allio-Lavatereti. In tempi lunghi il disturbo può minacciare la conservazione dell'endemismo locale Limonium doriae.

I principali elementi di criticità esterni al sito sono: 
- Presenza di discariche costiere, che consente l'aumento delle popolazioni nidificanti di Gabbiano reale.

Le principali misure di conservazione da adottare sono: 
1. Mantenere in un favorevole stato di conservazione la popolazione di Limonium doriae e gli habitat d'interesse comunitario (EE).
2. Garantire il buon esito della riproduzione di Larus audouinii, in caso di eventuale insediamento di una sua colonia (EE).
3. Conservare le popolazioni isolate, d'interesse conservazionistico, di rettili e invertebrati (E).
4. Limitare l'impatto su specie e habitat d'interesse, causato dalla presenza di specie animali in forte aumento (Gabbiano reale Larus cachinnans) (E).

Indicazioni per le misure di conservazione:
- Monitoraggio della consistenza numerica della popolazione nidificante di Larus cachinnans e dell'eventuale insediamento di colonie di Larus audouinii; in questo caso, adozione delle eventuali misure urgenti ritenute necessarie (ad esempio, sorveglianza, sensibilizzazione, divieto temporaneo di sbarco) (EE).
- Monitoraggio dello stato di conservazione della vegetazione e della popolazione di Limonium doriae, adottando le eventuali misure ritenute necessarie (EE).
- Interventi a scala regionale per la limitazione delle popolazioni di Larus cachinnans (E).

## Geomorfologia
La tipologia ambientale prevalente è data dall'isoletta a morfologia pianeggiante (Formica grande) con scogli satelliti, di natura calcarea, con caratteristiche simili ai vicini Monti dell'Uccellina, con prevalenza di vegetazione delle coste rocciose. Formazioni ad alte erbe nitrofile, nelle sole parti centrali della Formica grande. Il popolamento faunistico e floristico presenta alcuni endemismi rari come Limonium somieri.

## Fauna
Formica e gli scogli sono usati come dormitorio da uccelli acquatici. Presenza, fra i rettili, di Euleptes europaea (specie endemica dell'area mediterranea occidentale). Presenza di invertebrati endemici dell'area tirrenica o dell'Arcipelago Toscano.
La lucertola campestre (Podarcis sicula) è presente con un fenotipo unico di questi isolotti, precedentemente classificato come sottospecie P. sicula robertii.

## Flora
Limonium doriae è un endemismo esclusivo del sito.